# Bembidion haruspex
Bembidion haruspex är en skalbaggsart som beskrevs av Thomas Casey. Bembidion haruspex ingår i släktet Bembidion och familjen jordlöpare. Inga underarter finns listade i Catalogue of Life.